# أليس منقبض
الأليس المنقبض (باللاتينية: Alyssum strictum) نوع نباتي يتبع جنس الأليس من الفصيلة الكرنبية.

## البيئة والانتشار
موطنه بلاد الشام وتركيا وأرمينيا.

## مرادفات للاسم العلمي
- (باللاتينية: Alyssum confertum Boiss.)
- (باللاتينية: Alyssum densiflorum Desf. 		)
- (باللاتينية: Koniga densiflora Heynh.)